# Серця в Атлантиді
«Серця в Атлантиді» (англ. Hearts in Atlantis) — збірка повістей американського письменника Стівена Кінга, опублікована 1999 року.

## Повісті

### Список повістей
| № п/п | Назва                      | Назва в оригіналі                          | Вперше опубліковано |
| ----- | -------------------------- | ------------------------------------------ | --- |
| 1     | Ниці люди в жовтих плащах  | англ. Low Men in Yellow Coats              | н/д |
| 2     | Серця в Атлантиді          | англ. Hearts in Atlantis                   | н/д |
| 3     | Сліпий Віллі               | англ. Blind Willie                         | спершу у журналі Antaeus, жовтень 1994, потім у збірці оповідань надрукованих обмеженим накладом «Шість оповідок», 1997. Суттєво перероблена для цієї збірки. |
| 4     | Чому ми у В'єтнамі?        | англ. Why We're in Vietnam                 | н/д |
| 5     | Тіні ночі спадають з небес | англ. Heavenly Shades of Night Are Falling | н/д |

### Зміст повістей
Ниці люди в жовтих плащах
У першому і найдовшому оповіданні книги йдеться про 1960 рік. Хлопчик на ім'я Боббі Гарфілд живе в Гарвічі, штат Коннектикут, зі своєю матір'ю Ліз, вдовою. Він товаришує з чоловіком на ім'я Тед Бротіган, який володіє екстрасенсорними здібностями. Він зізнається Боббі, що його переслідують «ниці люди», які носять жовті плащі і їздять на яскравих автомобілях. Хоча Боббі погоджується повідомити Теда, коли почне бачити оголошення про «загублених домашніх тварин», які вказують на те, що «ниці люди» поруч, Боббі нічого не говорить, коли врешті-решт починає їх бачити, боячись втратити друга.
Одного дня Боббі виявляє, що його подругу Керол побили троє хуліганів бейсбольною битою і залишили в парку. Він забирає її до себе додому, де Теду доводиться зняти з неї сорочку, щоб вправити вивихнуте плече. Ліз повертається додому (її щойно зґвалтували на семінарі з нерухомості) і припускає, що Тед домагався Керол. Вони залагоджують непорозуміння, і Ліз забирає Керол додому. Підозрюючи, що його мати розповіла бандитам про місцезнаходження Теда, Боббі наздоганяє Теда саме тоді, коли вони збираються його забрати. Боббі пропонують піти з Тедом, куди саме — невідомо. Він вирішує залишитися, але зневажає себе за це рішення.
Після того, як Боббі покинув Гарвіч з матір'ю і двічі потрапляв до колонії для неповнолітніх, він отримує від Теда конверт, наповнений пелюстками червоних троянд. Він знає, що Тед знову вільний від «ницих людей».
Серця в Атлантиді
Дія відбувається у 1966 році. Пітер Райлі, першокурсник університету штату Мен, захоплюється картковою грою чирви у чоловічому гуртожитку, де він мешкає. Хоча студентська відстрочка від призову на військову службу у В'єтнамі захистила їх від участі у війні у В'єтнамі, Райлі та зростаюча кількість студентів, залежних від гри (на чолі зі студентом Ронні Маленфантом, який приніс цю гру в гуртожиток), наражають себе на ризик, оскільки страждає їхнє навчання і їх можуть відрахувати. 
Зрештою Пітер зустрічає Керол, подругу дитинства Боббі Гарфілда. Керол сама використовує студентський активізм як власну ескапістську залежність. Хоча вони закохуються, Керол приходить повідомити, що покидає університет. Вона пояснює, що на її рішення назавжди вплинула допомога, яку Боббі надав їй, коли їм було по 11 років. Вони з Райлі вперше кохаються в його машині. Наступного ранку вона залишає записку, в якій попереджає його, щоб він припинив грати в карти.
Коли Стоуклі Джонс, студент активіст з інвалідністю та ходить за допомогою милиць, послизнувся і впав під час дощу, Райлі був стурбований тим, як він та інші хлопці сміялися з нещастя Джонса. Він усвідомлює, що має позбутися своєї картярської залежності та вирішує покращити свої оцінки. Невдовзі Джонса звинувачують у тому, що він намалював на стіні кампусу образливий напис щодо президента Америки Ліндона Джонсона. Комендант гуртожитку вважає, що знаки миру, які супроводжували цей напис, ведуть до Джонса, адже цей знак був зображений на одязі Джонса від початку навчання. Проте Райлі та інші студенти вказують, що вони теж носять знак миру на своєму одязі і це не може слугувати доказом провини Джонса. Таким чином вони рятують Джонса від покарання.
Райлі ледве здає сесію і отримує від Керол пакунок з газетною статтею про протест, в якому вона брала участь.
Сліпий Віллі
Віллі Шерман — ветеран В'єтнаму, який живе в Коннектикуті, але щодня сидить на певному місці хідника у центрі Нью-Йорка і просить милостиню. Щодня він сліпне у той самий час доби, коли був у бою у В'єтнамі і тимчасово осліп. Він вважає, що його сліпота і жебрацтво є формою покаяння за те, що він був причетний до побиття Керол (з розділу «Ниці люди в жовтих плащах»), і постійно пише вибачення перед нею в записниках, а також зберігає альбом спогадів, де для неї також виділене місце: її участь в активістських групах ставала все більш войовничішою. Група взяла на себе відповідальність за вибух у призовному пункті, за що Керол отримала прізвисько «Червона Керол». Вважається, що Керол загинула під час рейду на їхню штаб-квартиру, в результаті якого будівля випадково загорілася.
Наприкінці дня до Віллі повертається зір, а це означає, що настав час повертатися додому, до свого заміського способу життя. Історія закінчується якраз тоді, коли він надихається ідеєю, як розправитися з поліцейським, якому він давав хабара, щоб його не заарештували.
Чому ми у В'єтнамі?
Двоє ветеранів, Джон Салліван (ще один друг дитинства Боббі Гарфілда) і чоловік на ім'я Діффенбейкер, зустрічаються на похоронах третього. Вони згадують інцидент, який ледь не переріс у різанину на кшталт Май Лай: натхнений зусиллями з порятунку тих, хто вижив у гелікоптерній катастрофі, Ронні Маленфант (який вперше з'являється як ще один гравець «Сердець» у «Серцях в Атлантиді») присягається спалити село Донг Ха як послання ворогу. Після того, як Маленфант заколює багнетом жінку, і ситуація виходить з-під контролю, Діффенбейкер наказує солдату застрелити іншого солдата, що розбушувався, щоб зупинити різанину, що насувається. Пізніше Салліван отримує важке поранення. Коли його вивозять з поля бою, він бачить зарізану стару жінку («мамашу»), яка сидить з ним у вертольоті, і це галюцинація, яка не полишає його до кінця життя.
Постійною темою розмови між Салліваном і Діффенбейкером є зростаюче відчуття обох чоловіків, що різні персонажі їхньої юності у різний спосіб «продалися» спокусі матеріалізму і конформізму.
Дорогою додому з похорону Салліван потрапляє в затор. Очевидно, галюцинуючи, він починає бачити, як з неба падають речі: бездротові телефони, рояль, побутова техніка та довге жовте пальто, яке носять «низькі люди». Його вражає ще один предмет, і він піднімає його, щоб виявити, що це рукавичка Елвіна Дарка Боббі Гарфілда. Мамасан, яскраво світячись, вперше говорить, кажучи, що вона захистить його. Він раптово опиняється в машині. Всі предмети, що впали з неба, зникли, окрім рукавички, яку Салліван носить на руці. Салліван дуже втомлюється, заплющує очі і помирає від очевидного серцевого нападу.
Тіні ночі спадають з небес
Боббі Гарфілд повертається до Гарвіча на похорон Джона Саллівана. Він також відвідує парк, де колись натрапив на Керол Гербер з пораненою рукою, яку побили сусідські хлопці. У парку він зустрічає Керол, живу, але зі шрамами та опіками. Вона розповідає, що тепер носить ім'я Деніз Шуновер. Боббі розповідає, що прийшов сюди, бо адвокат Саллівана надіслав йому його стару рукавицю Елвіна Дарка з його нинішньою адресою, написаною почерком Теда. Потім він дістає те, що було в рукавичці: сторінку з авторськими правами з «Володаря мух», яка показує, що хоча вона з видання 1960 року, вона все ще зовсім нова. На ній написано послання для Керол від Теда: «Скажи їй, що вона була хороброю, як лев», і рівняння, яке вона написала для Пітера Райлі на його примірнику («♡ + ☮ = ІНФОРМАЦІЯ») в «Серцях в Атлантиді».

## Адаптації

### Фільм
Повісті «Карлики у жовтих плащах» та «Тіні ночі спадають з небес» стали прообразами кіноадаптації книги 2001 року з однойменною назвою «Серця в Атлантиді». У головних ролях зіграли Ентоні Гопкінс як Тед Бротінґен, Антон Єльчін як Боббі Ґарфільд, Міка Бурем як Керол Ґербер та Гоуп Дейвіс як Ліз Ґарфільд. Основні елементи сюжету спільні між фільмом та повістями, але багато деталей було змінено для кіноадаптації. Ба більше, фільм пропустив усі згадування про «Темну Вежу», а кінцеві долі персонажів, що стали відомі читачам у пізніших повістях книги, не було розкрито. Через сюжетні зміни у фільмі, для пересічного глядача що не читав першотвору назва фільму «Серця в Атлантиді» була абсолютно не зрозуміла; єдине згадування Атлантиди сталося у випадковому діалозі, де Тед каже що дитинство це втрачене місто штибу Атлантиди.

## Переклади українською
- Стівен Кінг. Серця в Атлантиді. Переклад з англійської: Софія Берлінець. КСД, 2017. 624 стор. ISBN 978-617-12-3433-8[1]